# Pertti Kurikan Nimipäivät
Pertti Kurikan Nimipäivät (pol. Imieniny Pertti Kurikana), znany także jako PKN – fiński zespół muzyczny grający muzykę punkową założony w 2009 roku podczas charytatywnych warsztatów dla dorosłych z niepełnosprawnością intelektualną. W 2012 roku muzycy zostali bohaterami fińskiego filmu dokumentalnego zatytułowanego Zespół punka (fin. Kovasikajuttu) opowiadającego o życiu czterech członków formacji mających autyzm i zespół Downa. 
W lutym 2015 roku wygrali krajowy festiwal Uuden Musiikin Kilpailu z utworem „Aina mun pitää”, dzięki czemu zostali reprezentantami Finlandii podczas 60. Konkursu Piosenki Eurowizji w 2015 roku.

## Historia zespołu

### Początki zespołu
Zespół Pertti Kurikan Nimipäivät został założony w 2009 roku w Kallio przez gitarzystę Perttiego Kurikkę podczas charytatywnych warsztatów dla dorosłych z niepełnosprawnością intelektualną. W skład grupy weszli mający autyzm i zespół Downa muzycy: Kari Aalto, Sami Helle i Toni Välitalo. 
W 2010 roku formacja wydała swój debiutancki minialbum zatytułowany Ei yhteiskunta yhtä miestä kaipaa, który nagrali we współpracy z zespołem Kakka-hätä 77. W 2011 roku ukazały się ich kolejne EP-ki: Osaa eläimetkin pieree i Päättäjä on pettäjä.

### 2012-14:Zespół punka

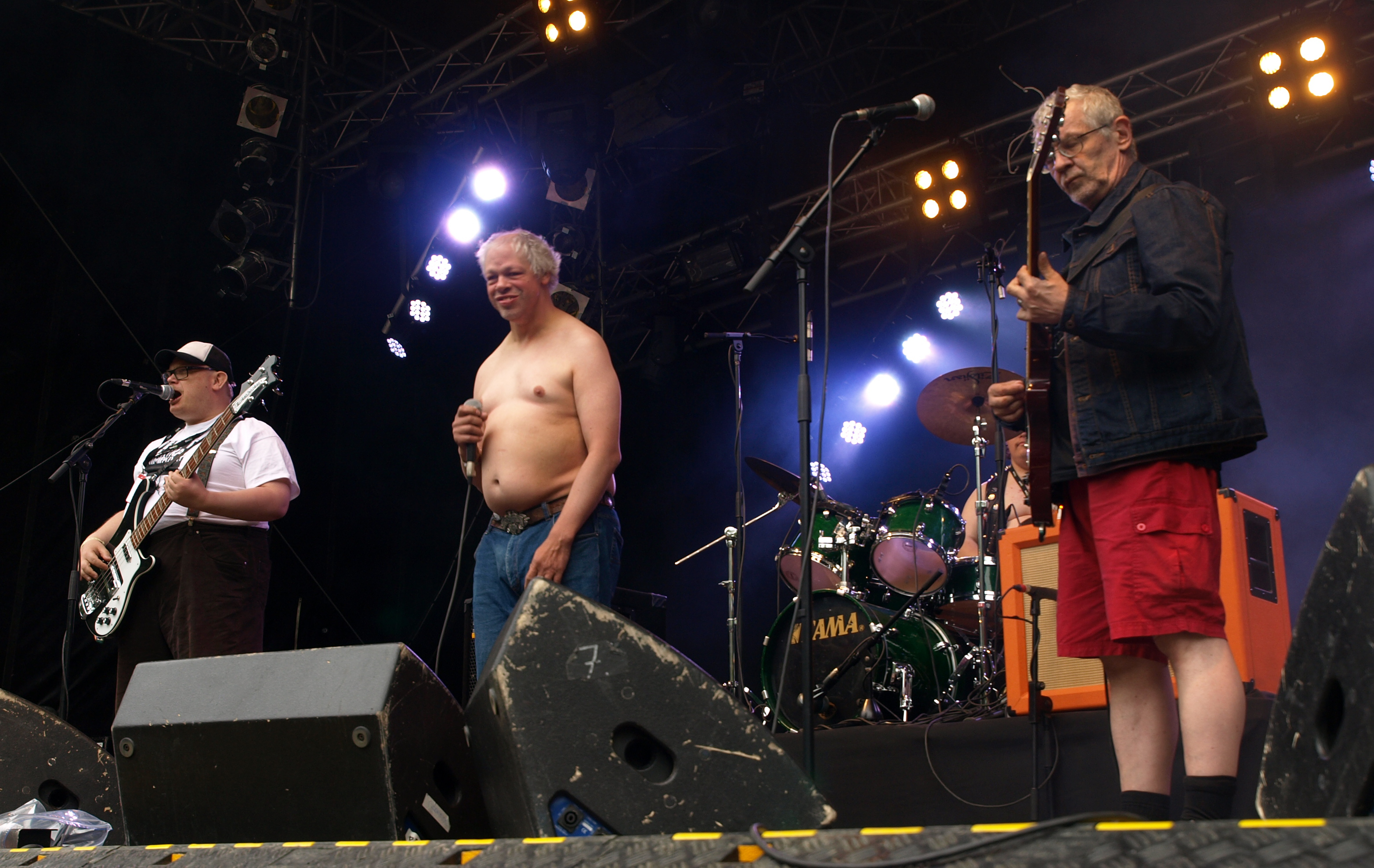
Zespół podczas koncertu w 2013 roku

W 2012 roku muzycy zostali głównymi bohaterami filmu dokumentalnego zatytułowanego Zespół punka (fin. Kovasikajuttu) opowiadającego o ich życiu zawodowym, muzycznej pasji oraz przezwyciężaniu własnych słabości. W tym samym roku wydali także swoją trzecią minipłytę zatytułowaną Asuntolaelämää, a także dwa albumy kompilacyjne pt. Kuus kuppia kahvia ja yks kokis i Sikakovapaketti. W 2013 roku premierę miały kolejne EPki zespołu: Jarmo, Mongoloidi, a także składanka zatytułowana Coffee Not Tea.
W maju 2014 roku w Rovaniemi zespół zagrał koncert charytatywny razem z Tomim „Mr. Lordim” Putaansuum, wokalistą fińskiego zespołu rockowego Lordi. Występ został zorganizowany z myślą o niepełnosprawnej umysłowo społeczności w Mozambiku. W grudniu tego samego roku muzycy wydali minialbum zatytułowany Me ollaan runkkareita, który nagrali we współpracy z zespołem Hard Skin.

### Od 2015: Konkurs Piosenki Eurowizji

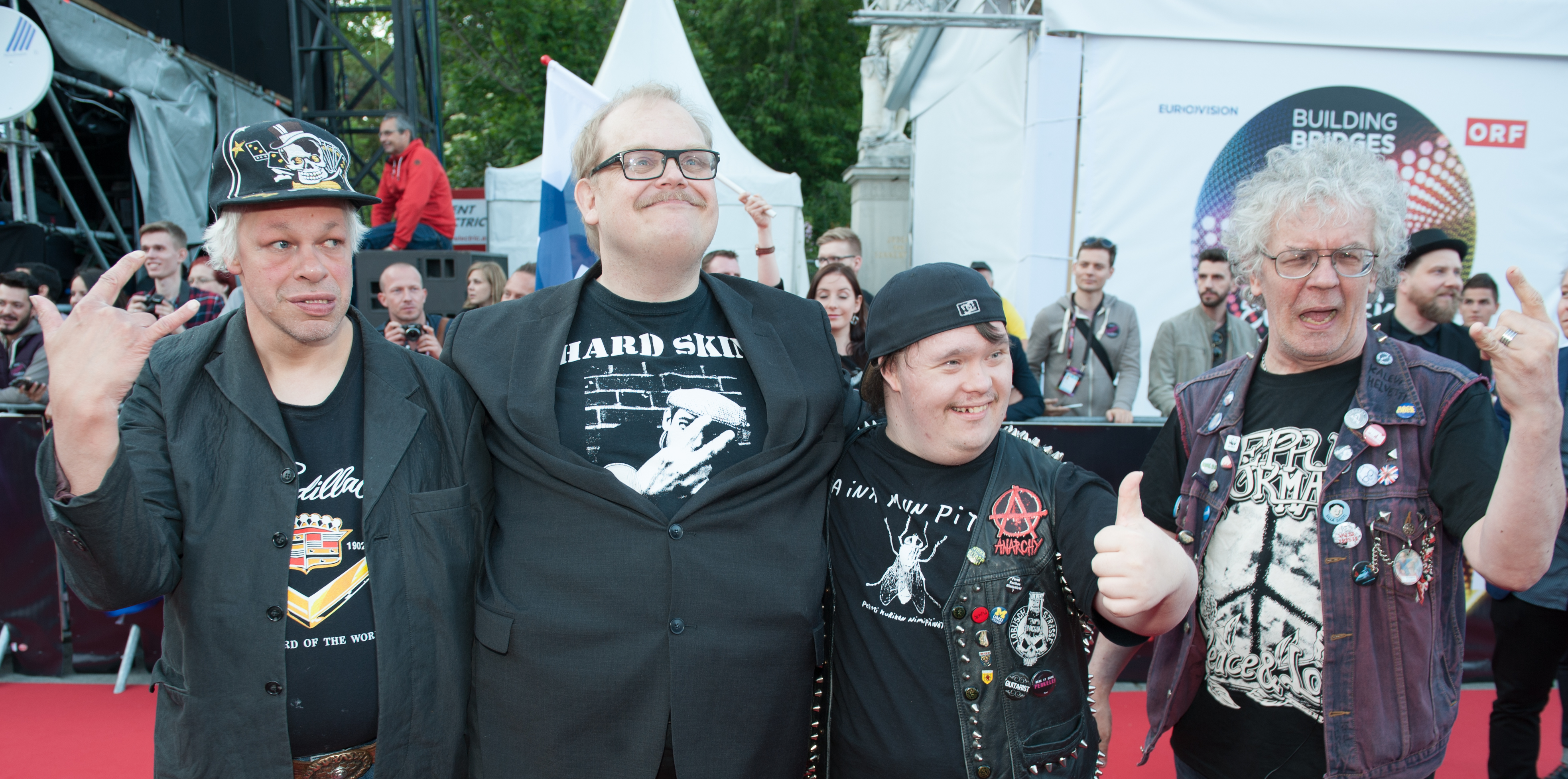
Pertti Kurikan Nimipäivät w 2015 roku

W styczniu 2015 roku Pertti Kurikan Nimipäivät został ogłoszony jednym z osiemnastu uczestników festiwalu Uuden Musiikin Kilpailu, będącego fińskimi eliminacjami do 60. Konkursu Piosenki Eurowizji. Zespół zgłosił się do udziału w widowisku z utworem „Aina mun pitää” (ang. Always I Have To), z którym wystąpił w pierwszym półfinale selekcji i zakwalifikował się do finału, w którym zdobył ostatecznie 37.4% poparcie telewidzów i komisji jurorskiej, dzięki czemu zajął pierwsze miejsce i został reprezentantem Finlandii podczas Konkursu Piosenki Eurowizji organizowanego w Wiedniu. W lutym premierę miała minipłyta zespołu zatytułowana Split 7", która została nagrana we współpracy z zespołem Karanteeni.
19 maja zespół wystąpił w pierwszym półfinale konkursu, w którym zajął ostatecznie ostatnie, 16. miejsce i nie przeszedł do finału.

## Dyskografia

### Albumy kompilacyjne
- Kuus kuppia kahvia ja yks kokis (2012)
- Sikakovapaketti (2012)
- Coffee Not Tea (2013)